# NGC 5692
NGC 5692 este o galaxie spirală situată în constelația Fecioara. A fost descoperită în 13 mai 1883 de către Édouard Stephan⁠(d). Se află la o distanță de 25,87 de megaparseci de Pământ.